# Insita hominibus libidine alendi de industria rumores
Insita hominibus libidine alendi de industria rumores (ovvero «Innata negli uomini è la tendenza ad alimentare voci incerte») è un motto di Tito Livio (XXVIII, XXIV) che descrive la tendenza umana al racconto arricchito: riportare fedelmente quanto viene raccontato da altri è spesso noioso, quindi ognuno nel divulgarlo tende ad arricchirlo con considerazioni personali, con la conseguenza che il racconto cresce man mano che passa di bocca in bocca.
Questa locuzione è stata raccolta da Michel de Montaigne nella sua opera Saggi (1580), citata dai successivi Blaise Pascal, Jean-Jacques Rousseau e Marcel Proust. La si ritrova anche nel racconto La sentenza memorabile di Leonardo Sciascia.